# Kalif Alhassan
Kalif Alhassan (Accra, 15 ottobre 1990) è un ex calciatore ghanese, di ruolo centrocampista.

## Carriera

### Club
Alhassan ha iniziato la sua carriera in Ghana con i Liberty Professionals nel 2007.
Nel 2010, Alhassan si trasferisce ai Portland Timbers, allora militanti nella USL First Division. Nella sua prima partita con i Timbers, ha segnato il suo primo gol nei minuti di recupero del secondo tempo nella vittoria per 1-0 contro i Puerto Rico Islanders.

### Nazionale
Alhassan ha iniziato la sua carriera nelle nazionali nel 2007 con la nazionale ghanese Under-17. Ha debuttato con la nazionale ghanese Under-20 nel 2008, anche se non ha partecipato al Mondiale di categoria nel 2009, vinta appunto dal Ghana.